# Al Musanaah
Al Musanaah (المصنعة in arabo), è una città dell'Oman nella regione di Al Batinah.
Talvolta traslitterata anche come al-Muşana'ah, al-Maşna'ah o Masna'a.